# (10072) Uruguay
(10072) Uruguay est un astéroïde de la ceinture principale.

## Description
(10072) Uruguay est un astéroïde de la ceinture principale. Il fut découvert le 3 avril 1989 à La Silla par Eric Walter Elst. Il présente une orbite caractérisée par un demi-grand axe de 2,28 UA, une excentricité de 0,10 et une inclinaison de 3,7° par rapport à l'écliptique.

## Compléments